# Serra de Daró
Serra de Daró ist eine Gemeinde in der autonomen Region Katalonien in Spanien in der Provinz Girona mit 229 Einwohnern (Stand: 2024). Neben dem Hauptort Serra de Daró gehört auch die Ortschaft Sant Iscle d’Emporda.

## Lage
Serra de Daró liegt etwa 21 Kilometer ostnordöstlich von Girona und etwa 95 Kilometer nordöstlich von Barcelona nahe der Costa Brava in einer Höhe von ca. 15 m. 

## Bevölkerungsentwicklung
| Jahr      | 1970 | 1981 | 1991 | 2001 | 2011 | 2021 |
| Einwohner | 265  | 222  | 184  | 184  | 209  | 236  |

## Sehenswürdigkeiten
- Burganlage von Sant Iscle
- Marienkirche in Serra de Daró
- Asisclus-und-Victoria-Kirche in Sant Iscle d’Empordà

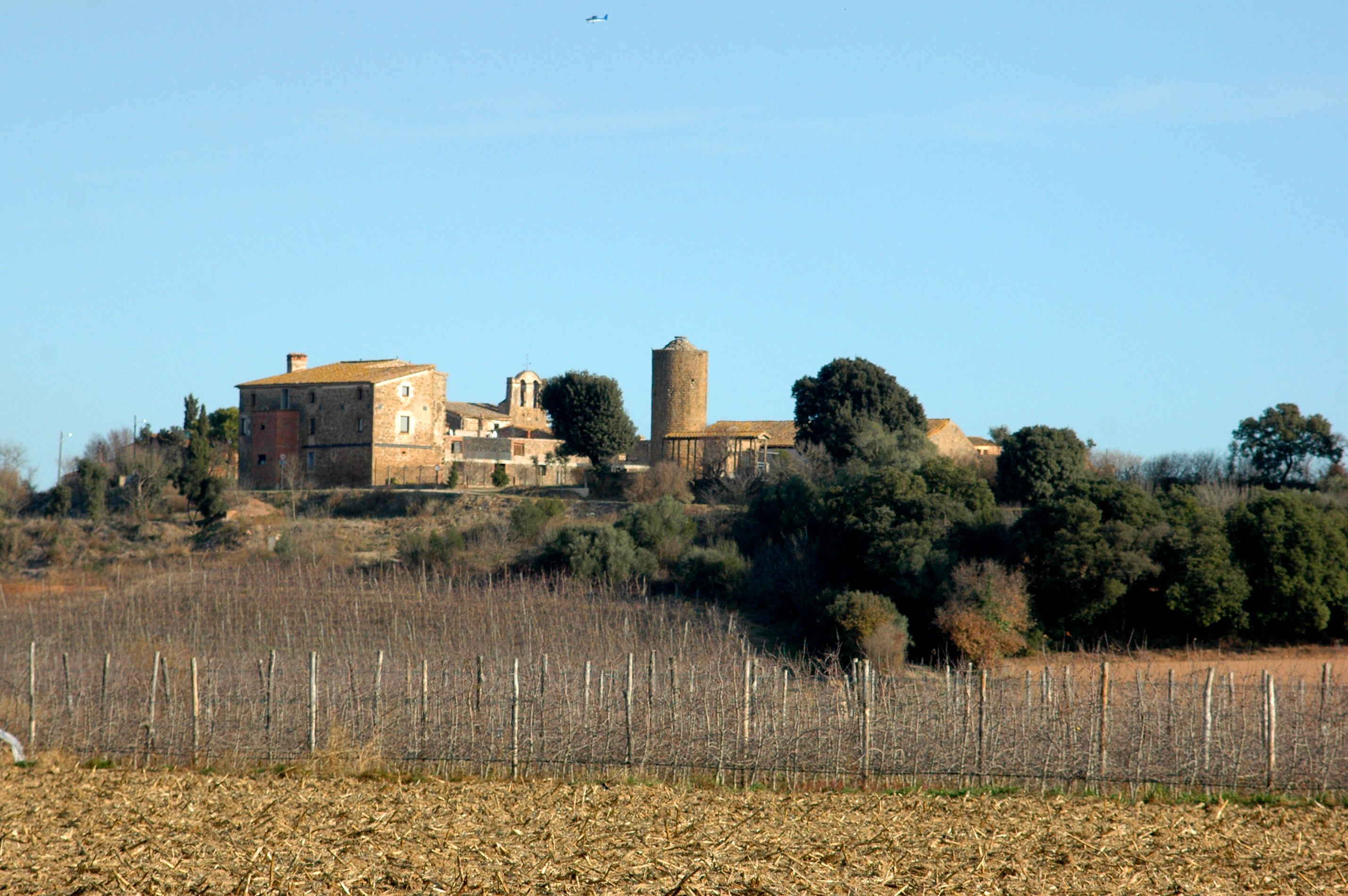
Burganlage
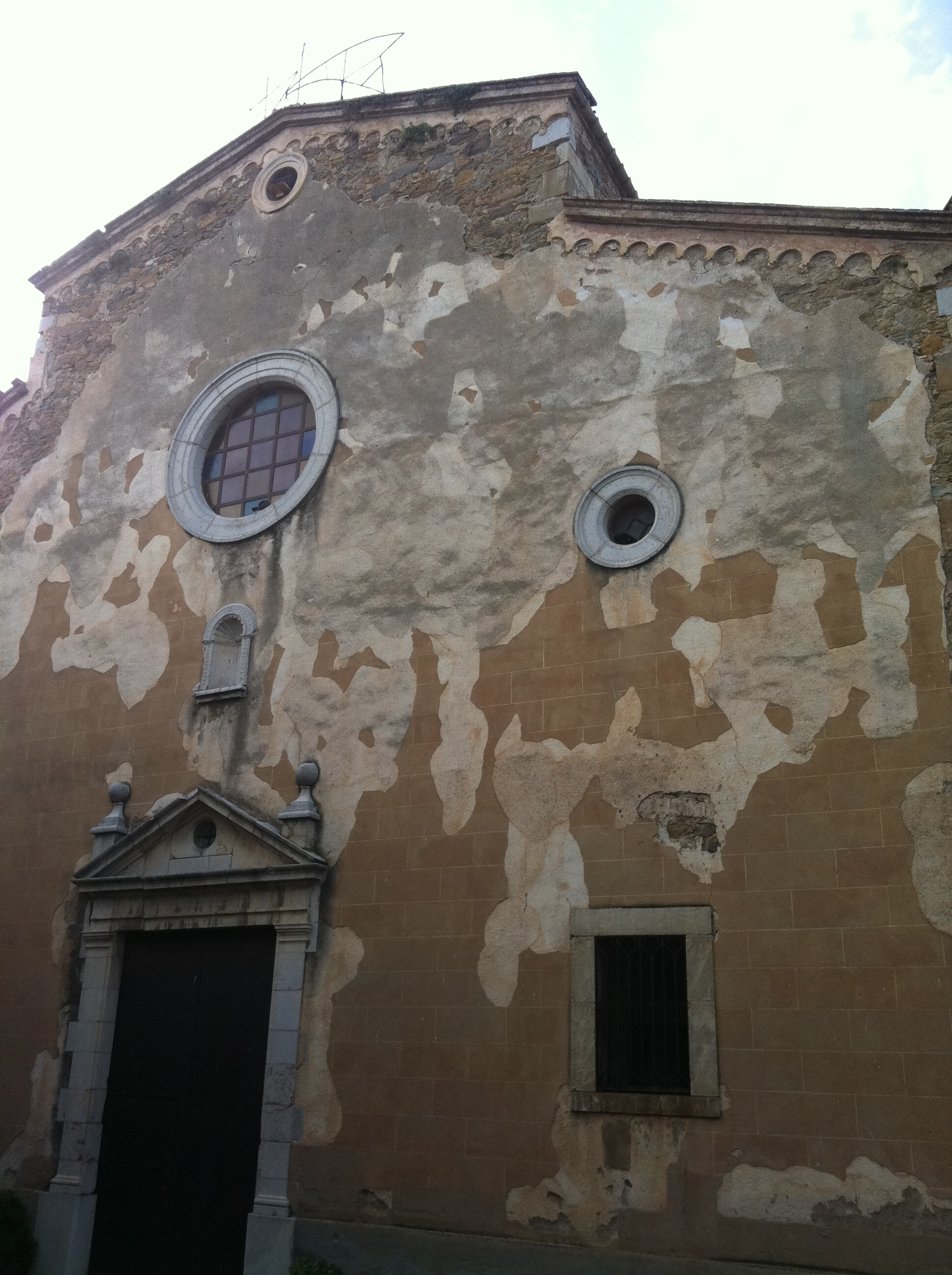
Marienkirche
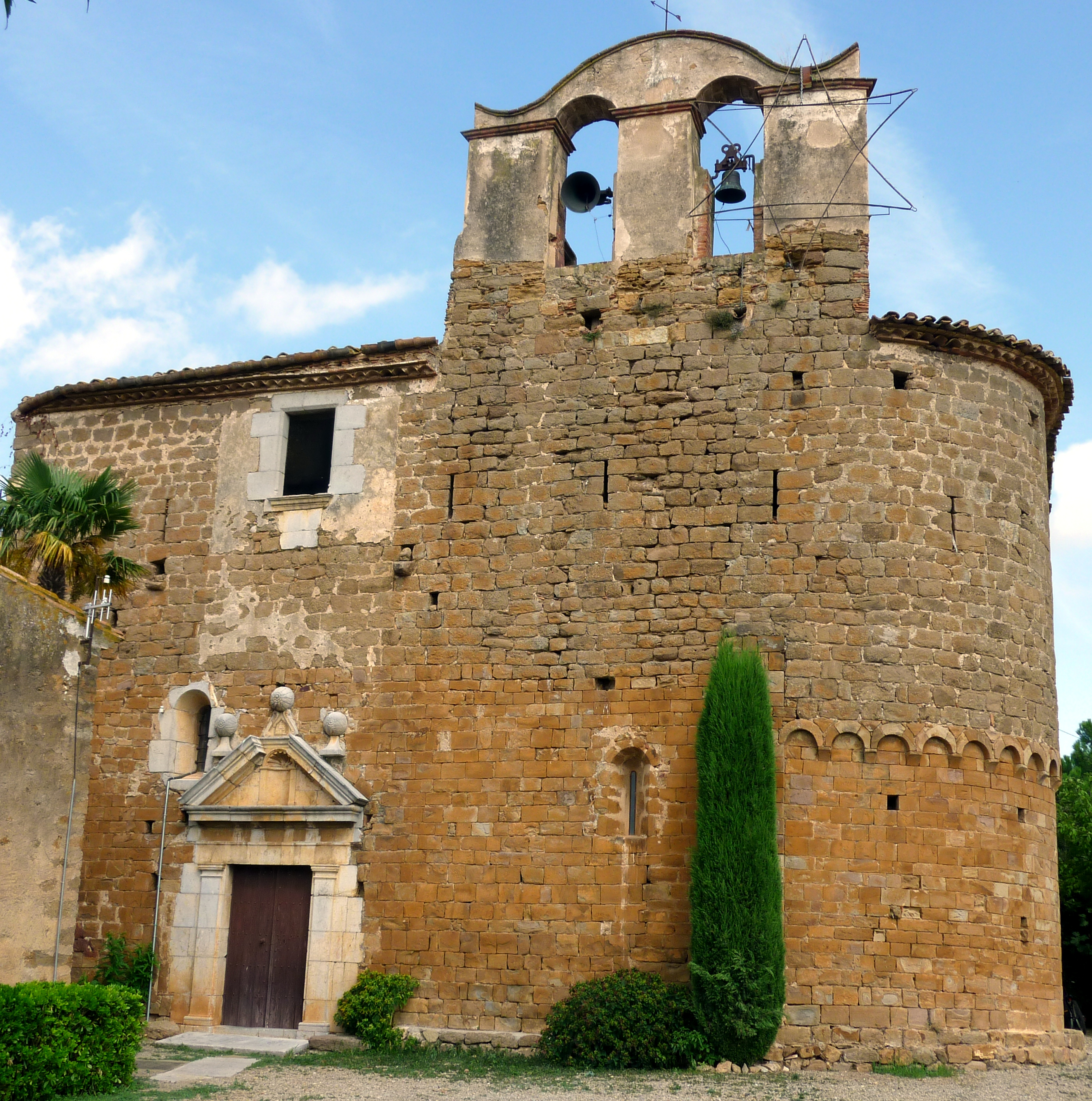
Asisclus-und-Victoria-Kirche
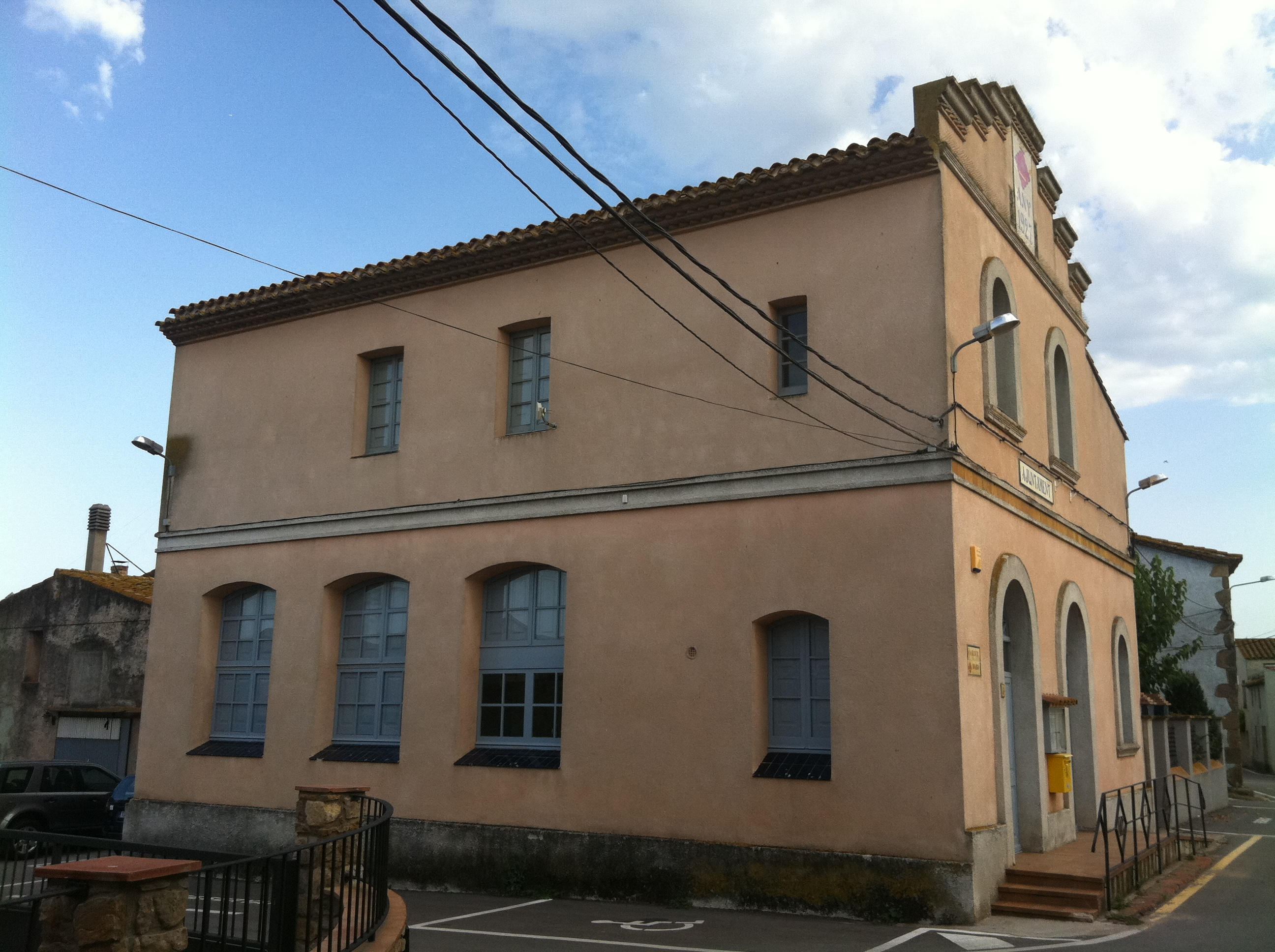
Rathaus